# Coronella
Coronella – rodzaj niejadowitych węży z podrodziny Colubrinae w rodzinie połozowatych (Colubridae). 

## Zasięg występowania
Rodzaj obejmuje gatunki występujące w Europie, północnej Afryce i zachodniej Azji.

## Morfologia i ekologia
Są to węże niewielkie, rzadko przekraczające 60 cm długości. Głowa jest mało wyraźnie oddzielona od tułowia, a źrenice są okrągłe. Ciało jest pokryte gładkimi łuskami, jego przekrój jest niemal dokładnie kołowy. Rodzaj Coronella obejmuje gatunki węży lądowych, prowadzących skryty tryb życia. Żywią się niewielkimi kręgowcami, w tym także małymi wężami. Często są opisywane jako duszące swoje ofiary – brak jednak na to dowodów. Przypuszcza się, że zdobycz jest przytrzymywana w splotach ciała w celu jej unieruchomienia, a nie zabicia. Rodzaj Coronella jest znany już z plioceńskich osadów.

## Systematyka

### Etymologia
- Coronella: zdrobnienie od łac. corona „korona”[8].
- Zacholus: gr. ζαχολος zakholos „wściekły, gniewny”[3]. Gatunek typowy: Coronella austriaca Laurenti, 1768.

### Podział systematyczny
Do rodzaju należą następujące gatunki: 
- Coronella austriaca Laurenti, 1768 – gniewosz plamisty[10]
- Coronella girondica (Daudin, 1803) – gniewosz południowy[11]